# Oktáns csillagkép
Az Oktáns (latin: Octans) egy csillagkép.

## Története, mitológia
A csillagképet Nicolas-Louis de Lacaille apát, francia csillagász vezette be 1756-ban, eredetileg a l’Octans de Reflexion francia néven, de az 1763-ban Octans-ra rövidült. A csillagképhez nem kapcsolódnak mitológiai történetek és legendák.

## Látnivalók

### Csillagok

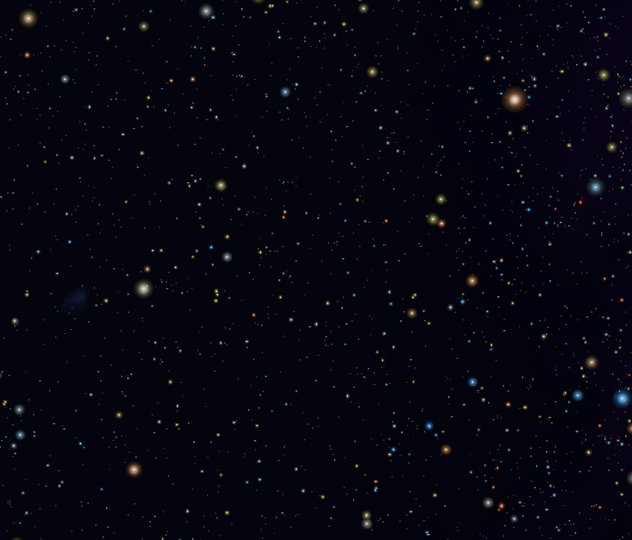
Az Oktáns csillagkép

Az Oktáns csillagkép foglalja magába a Déli Égi Pólust, de ennek jelentősége jóval kisebb, mint az északi pólusé, mivel nincs a Polarishoz hasonló fényes csillag a pólus közelében. A szabad szemmel is látható csillagok közül a σ Octantis  esik a legközelebb a pólushoz, a színe fehér, fényessége 5,4 magnitúdó.
- α Octantis: a Földtől 148 fényév távolságra lévő, 5,2 magnitúdós csillag, a neve ellenére nem a legfényesebb a csillagképben.
- β Oct: 4,2 fényrendű, mintegy 140 fényév távolságra lévő csillag.
- δ Oct: 4,3m-s, 280 fényévnyire lévő csillag.
- ε Oct: ötödrendű, a távolsága 268 fényév.
- θ Oct: a fényrendje 4,7, a távolsága mintegy 220 fényév.
- ν Oct: a csillagkép legfényesebb, negyedrendű csillaga, távolsága 70 fényév.

### A Déli Égi Pólus kitűzése
A pólus majdnem egyenlő oldalú háromszöget alkot a χ- és a τ Octantissal.

### Mélyég-objektumok
(Nem ismertek)

## Külső hivatkozások
- Star Tales - Octans